# День осеннего равноденствия (праздник)
День осе́ннего равноде́нствия (яп. 秋分の日 сю:бун-но хи) — государственный праздник Японии, который отмечается ежегодно 22 или 23 сентября в память о предках и усопших.

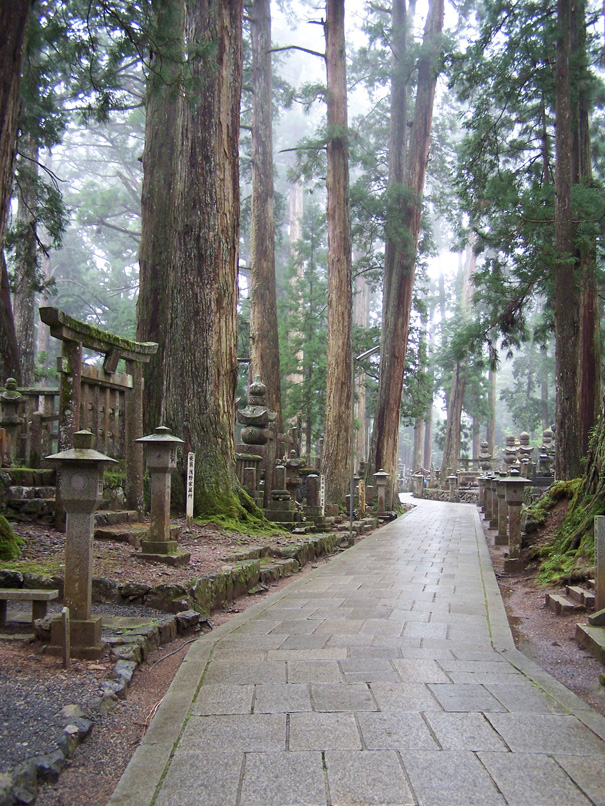
День осеннего равноденствия

Празднование Дня осеннего равноденствия было утверждено в 1948 году «Законом о национальных праздниках Японии». Согласно этому закону, цель праздника заключается в «чествовании предков и сохранении памяти об умерших».
Праздник происходит от древнего обычая посещать синтоистские святилища местных богов удзигами и благодарить их за урожай. По старому законодательству Японской империи в 1876—1948 годах праздник был общенациональным и назывался «Осенним праздником поминовения духов Императорского рода» (яп. 秋季皇霊祭, Сю:ки ко:рэйсай). Празднование сопровождалось проведением поминальных церемоний в честь покойных императоров Японии, императриц и их родственников.
В современной Японии День осеннего равноденствия лишён привязки к императорскому дому. Немало японцев, особенно буддистов, посещают в этот день родовые могилы.
Точную дату дня осеннего равноденствия для следующего года определяет Национальная обсерватория 1 февраля текущего года, производя необходимые небесные измерения и расчёты. В 2000—2010 годах День осеннего равноденствия приходился на 23 сентября, с 2012 по 2044 год в високосные годы будет приходиться на 22 сентября, а в обычные годы — на 23 сентября.